# National Society of Film Critics Awards 1971 (gennaio)
La 5ª edizione dei National Society of Film Critics Awards, annunciati l'11 gennaio 1971, ha premiato i migliori film del 1970 secondo i membri della National Society of Film Critics.
I votanti sono stati: Hollis Alpert e Arthur Knight (Saturday Review), Gary Arnold (The Washington Post), Jacob Brackman (Esquire), Harold Clurman e Robert Hatch (The Nation), Jay Cocks e Stefan Kanfer (TIME), Brad Barrach e Richard Schickel (Life), David Denby (The Atlantic), Pauline Kael e Penelope Gilliatt (The New Yorker), Joseph Morgenstern e Paul Zimmerman (Newsweek), Robert Kotlowitz (Harper's Magazine), Andrew Sarris (The Village Voice), Stanley Kauffmann (The New Republic), John Simon (The New Leader), Arthur Schlesinger Jr. (Vogue) e Bruce Williamson (Playboy).

## Vincitori
A seguire vengono indicati i vincitori, in grassetto, e gli altri classificati, ciascuno col numero di voti ricevuti (tra parentesi):

### Miglior film
1. M*A*S*H, regia di Robert Altman (27)
2. Passione (En passion), regia di Ingmar Bergman (25)
3. Il ragazzo selvaggio (L'Enfant sauvage), regia di François Truffaut (18)
4. La mia notte con Maud (Ma nuit chez Maud), regia di Éric Rohmer (16)
5. Cinque pezzi facili (Five Easy Pieces), regia di Bob Rafelson (10)

### Miglior regista
1. Ingmar Bergman - Passione (En passion) (24)
2. François Truffaut - Il ragazzo selvaggio (L'Enfant sauvage) (20)
3. Robert Altman - M*A*S*H (19)
4. Luis Buñuel - Tristana (10)
5. Bob Rafelson - Cinque pezzi facili (Five Easy Pieces) (9)

### Miglior attore
1. George C. Scott - Patton, generale d'acciaio (Patton) (18)
2. George Segal - Il gufo e la gattina (The Owl and the Pussycat), Loving - Gioco crudele (Loving) e Senza un filo di classe (Where's Poppa?) (14)
3. Jean-Louis Trintignant - La mia notte con Maud (Ma nuit chez Maud) (12)
4. Jack Nicholson - Cinque pezzi facili (Five Easy Pieces) (11)
5. Alan Arkin - Comma 22 (Catch-22) (9)

### Miglior attrice
1. Glenda Jackson - Donne in amore (Women in Love) (27)
2. Françoise Fabian - La mia notte con Maud (Ma nuit chez Maud) (20)
3. Liv Ullmann - Passione (En passion) (15)
4. Barbra Streisand - Il gufo e la gattina (The Owl and the Pussycat) (9)
5. Carrie Snodgress - Diario di una casalinga inquieta (Diary of a Mad Housewife) (8)

### Miglior attore non protagonista
1. Chief Dan George - Il piccolo grande uomo (Little Big Man) (21)
2. Anthony Perkins - Comma 22 (Catch-22) e Un uomo oggi (WUSA) (16)
3. Richard Castellano - Amanti ed altri estranei (Lovers and Other Strangers) (11)
4. Peter Boyle - La guerra del cittadino Joe (Joe) (8) ex aequo con Paul Mazursky - Il mondo di Alex (Alex in Wonderland) (8)

### Miglior attrice non protagonista
1. Lois Smith - Cinque pezzi facili (Five Easy Pieces) (29)
2. Sally Kellerman - M*A*S*H (12)
3. Eva Marie Saint - Loving - Gioco crudele (Loving) (10)
4. Karen Black - Cinque pezzi facili (Five Easy Pieces) (9) ex aequo con Trish Van Devere - Senza un filo di classe (Where's Poppa?) (9)

### Miglior sceneggiatura
1. Éric Rohmer - La mia notte con Maud (Ma nuit chez Maud) (23)
2. Ingmar Bergman - Passione (En passion) (17)
3. Carole Eastman - Cinque pezzi facili (Five Easy Pieces) (15)
4. François Truffaut e Jean Gruault - Il ragazzo selvaggio (L'Enfant sauvage) (13)
5. Jorge Semprún - La confessione (L'Aveu) (10)

### Miglior fotografia
1. Néstor Almendros - La mia notte con Maud (Ma nuit chez Maud) e Il ragazzo selvaggio (L'Enfant sauvage) (24)
2. Sven Nykvist - Passione (En passion) e Primo amore (Erste Liebe) (18)
3. Billy Williams - Donne in amore (Women in Love) (16)
4. Giuseppe Rotunno - Fellini Satyricon (7)

### Premi speciali
- Donald Richie e lo staff del Museum of Modern Art per la loro retrospettiva di tre mesi sul cinema giapponese[1]
- Dan Talbot, esercente e gestore del New Yorker Theater, per aver distribuito film «altrimenti irraggiungibili per il pubblico»[1]